# Ooldea (Dél-Ausztrália)
Ooldea egy kis település is Ausztráliában, Dél-Ausztrália államban. A Nullarbor-síkság keleti szélén fekszik, Port Augustától 863 kilométernyire nyugatra, a Trans-Australia vasútvonal mentén. Ooldea 143 kilométernyire fekszik az Eyre főút aszfaltcsíkjától.  
Az őslakos gyerekek számára indított misszió helyszíne, melyet Norman Tindale kétszer is felkeresett és éveken keresztül szolgált Daisy Bates otthonául, mindkettő személy az őslakos népesség kultúrájának megértésében és megismerésében volt érdekelt. Daisy Batesre egy kőrakás emlékeztet, melyet  F. Millward Grey tervezett és épített 1953-ban.
Ooldea a vasútvonal építésekor egy fontos táborhely volt, mivel egy állandó vízvételi hely közelében fekszik, amelyet települést felfedező Ernest Giles használt először 1875-ben. A Maralingában települt nukleáris tesztpálya egyik fontos vasúti kiszolgálóegysége. 
A város a Tea and Sugar Train egyik fontos felvevőhelye volt, egészen 1996-ig, amikor is megszüntették e vasúti szolgáltatást. A leghosszabb nyílegyenes vasúti szakasz a világon Ooldeától 797 kilométerrel nyugatra kezdődik, Watson előtt és Loongana és Nurina településekig tart egy további, mintegy 478 kilométeres szakaszon.
A történelmi Ooldea Soak and Former United Aborigines Mission Site és a Daisy Bates' Campsite szerepelnek a Dél-Ausztrál Örökségvédelmi Regiszterben (South Australian Heritage Register).